# Epiphaxum septifer
Epiphaxum septifer is een Helioporaceasoort uit de familie van de Lithotelestidae. De wetenschappelijke naam van de soort is voor het eerst geldig gepubliceerd in 1992 door Bayer.